# Гу (Воклиз)
Гу (фр. Goult) насеље је и општина у Француској у региону Прованса-Алпи-Азурна обала, у департману Воклиз која припада префектури Апт.
По подацима из 2011. године у општини је живело 1154 становника, а густина насељености је износила 48,55 становника/km². Општина се простире на површини од 23,77 km². Налази се на средњој надморској висини од 278 метара (максималној 335 m, а минималној 121 m).

## Демографија
| 1962. | 1968. | 1975. | 1982. | 1990. | 1999. | 2011. |
| ----- | ----- | ----- | ----- | ----- | ----- | ----- |
| 898   | 945   | 1.051 | 1.109 | 1.281 | 1.285 | 1.154 |

График промене броја становника у току последњих година